# 일랑일랑속
일랑일랑속(ilang-ilang屬, 학명: Cananga 카낭가[*])은 뽀뽀나무과의 속이다. 향수의 원료인 일랑일랑을 비롯한 3종을 포함하는 작은 속으로, 열대 지역에 분포한다.

## 하위 종
- 일랑일랑 C. odorata (Lam.) Hook.f. & Thomson
  - C. odorata var. fruticosa (Craib) J.Sinclair
- C. brandisiana (Pierre) Saff.
- C. latifolia (Hook.f. & Thomson) Finet & Gagnep.